# Família Laodica
A família Laodica é uma pequena família de asteroides localizados no cinturão principal. A família foi nomeada devido ao primeiro asteroide que foi classificado neste grupo, o 507 Laodica.

## Os maiores membros desta família
| Nome        | Diâmetro | Semieixo maior | Inclinação orbital | Excentricidade orbital | Ano da descoberta |
| ----------- | -------- | -------------- | ------------------ | ---------------------- | ----------------- |
| 507 Laodica | 43,78 km | 3,158 UA       | 9,510 °            | 0,093                  | 1903              |
| 635 Vundtia | 98,24 km | 3,140 UA       | 11,047 °           | 0,080                  | 1907              |